# UFC Fight Night: Felder vs. dos Anjos
UFC Fight Night: Felder vs. dos Anjos (även UFC Fight Night 183, UFC on ESPN+ 40 och UFC Vegas 14) är en MMA-gala anordnad av UFC. Den äger rum 14 november 2020 vid UFC APEX i Las Vegas, NV, USA.

## Bakgrund
Huvudmatchen var tänkt att vara en lättviktsmatch mellan före detta lättviktsmästaren Rafael dos Anjos och Islam Machatjev. En match som ursprungligen var tänkt att gå vid UFC 254, men 8 oktober testade dos Anjos positivt för covid-19 och fick lämna återbud till galan. Matchningen kvarstod och flyttades till den här galan. 8 november var Machatjev i sin tur tvungen att dra sig ur matchen då han ådragit sig en stafylokockinfektion. Nästa dag, 9 november tillkännagavs det från officiellt UFC-håll att Paul Felder ersatt Machatjev som dos Anjos motståndare i huvudmatchen.

## Ändringar
En mellanviktsmatch mellan Andreas Michailidis och Antonio Arroyo var planerad till den här galan. Den 23 oktober ersatte dock Eryk Anders Michailidis av okänd anledning.
Strax innan invägningen meddelades det att Saparbeg Safarovs bantning hade medfört komplikationer och han kunde inte väga in. Det tvingade UFC att stryka matchen och hans motståndare Julian Marquez som skulle gå en match för första gången på över två år tvingades senarelägga sin återkomst till oktagonen.
Vid invägningen var det tre atleter som missade vikten. Alla tre matcherna accepterades av motståndarna som catchviktmatcher där de som missade vikten förlorade 20% av sin respektive purse till motståndarna. Av dem var det två, Eryk Anders och Louis Smolka, som drog sig ur sina respektive matcher nästa dag på grund av hur deras bantning gått.

### Invägning
Vid invägningen strömmad via Youtube vägde utövarna följande:
1. ↑  Smolka missade vikten och fick böta 20% av sin purse till Quiñónez'"`UNIQ--ref-00000003-QINU`"'
2. ↑  Anders missade vikten och fick böta 20% av sin purse till Arroyo'"`UNIQ--ref-00000005-QINU`"'
3. ↑  Alhassan missade vikten och fick böta 20% av sin purse till Williams'"`UNIQ--ref-00000007-QINU`"'

## Resultat
1. ↑   172,5 lb

### Bonusar
Följande MMA-utövare fick bonusar om 50 000 USD vardera:
- Fight of the Night: Rafael dos Anjos vs. Paul Felder
- Performance of the Night: Khaos Williams och Sean Strickland